# Kitoba
Kitoba ist eine Siedlung in Uganda nahe dem Albertsee mit etwa 20.000 Einwohnern und liegt im Distrikt Hoima. Ebenso bezeichnet Kitoba die zugehörige römisch-katholische Kirchengemeinde, die sich über mehrere kleinere Ortschaften in unmittelbarer Umgebung erstreckt und sich in 19 Untergemeinden gliedert. Kitoba besitzt einen Kindergarten, mehrere Primary Schools, eine Secondary School und eine High School.